# 科尔莫兰
科尔莫兰（法語：Cormolain，法語發音：[kɔʁmɔlɛ̃] ⓘ）是法国卡尔瓦多斯省的一个市镇，属于巴约区。

## 地理
科尔莫兰（49°7'49"N, 0°51'20"W）面积11.04 平方千米，位于法国诺曼底大区卡爾瓦多斯省，该省份为法国西北部沿海省份，北濒大西洋英吉利海峡，东北与滨海塞纳省以海上边界相接，东临厄尔省，南至奧恩省，西与芒什省接壤。
与科尔莫兰接壤的市镇（或旧市镇、城区）包括：拉巴佐克、普朗克里、萨朗、蒙特拉博、埃勒河畔圣日耳曼。

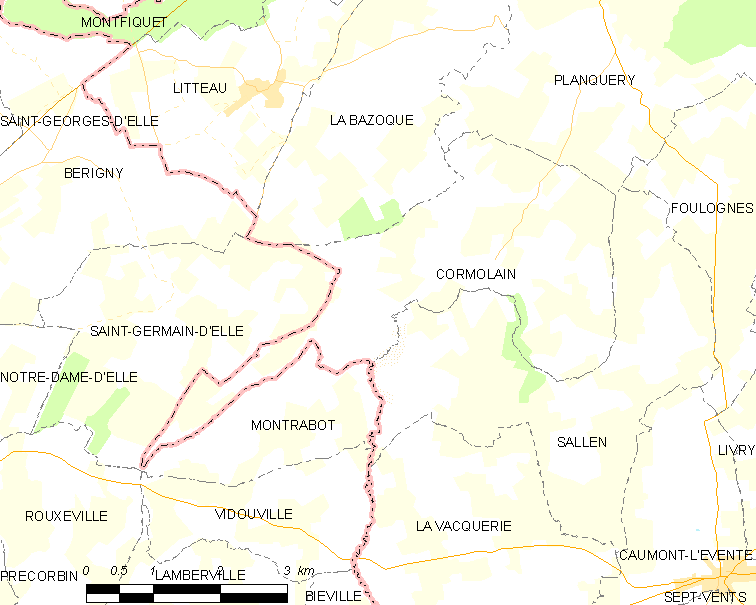
科尔莫兰的OSM定位图

科尔莫兰的时区为UTC+01:00、UTC+02:00（夏令时）。

## 行政
科尔莫兰的邮政编码为14240，INSEE市镇编码为14182。

## 政治
科尔莫兰所属的省级选区为特雷维耶尔县。

## 人口

1962-2008年间科尔莫兰人口变化图示

科尔莫兰于2022年1月1日时的人口数量为391人。